# Christoph Lauenstein

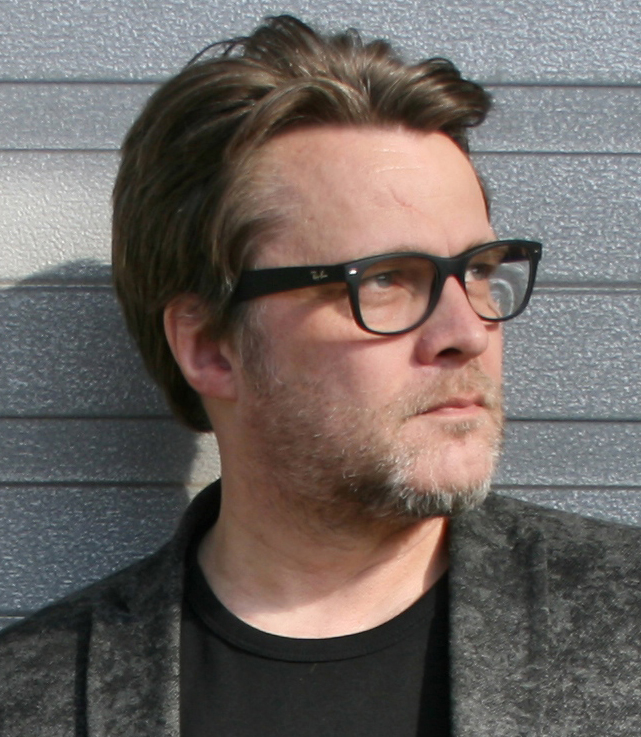
Christoph Lauenstein

Christoph Lauenstein (* 20. März 1962 in Hildesheim) ist ein deutscher Filmemacher, spezialisiert auf Animationsfilm.
Lauenstein studierte an der Kunsthochschule Kassel Visuelle Kommunikation, u. a. bei Paul Driessen. Zusammen mit seinem Zwillingsbruder Wolfgang Lauenstein produzierte er u. a. den kurzen Animationsfilm Balance, für den sie gemeinsam die Idee entwickelten, das Drehbuch schrieben und Regie führten. Der Film erhielt 1990 den Oscar für den besten animierten Kurzfilm. Im selben Jahr wurde Balance auch bei der Verleihung des Deutschen Filmpreises mit dem Filmband in Silber in der Kategorie „Kurzfilme“ ausgezeichnet.

## Lauenstein & Lauenstein
Christoph Lauenstein arbeitet mit seinem Zwillingsbruder Wolfgang Lauenstein in Hamburg. In ihrer eigenen Animationsfilmproduktion Lauenstein & Lauenstein GbR entwickelten und produzierten sie seit 1990 animierte Werbespots für internationale Kunden (für Nike, Coca-Cola, Smarties, Telekom, Tchibo, Saturn etc.) und kurze animierte Fernsehproduktionen. Dabei verwendeten sie die klassischen handgemachten Animationstechniken Claymation, Stoptrick und Puppentrick spezialisiert. Für den 2006 uraufgeführten Spielfilm The Fall von Tarsem Singh entwickelten die Brüder eine 10-minütige Animationssequenz.
Seit 2007 haben sich die beiden Brüder auf die Entwicklung und Verwirklichung von abendfüllenden CGI Animationsfilmprojekten für die Kinoleinwand spezialisiert. Neben der Entwicklung eigener Ideen und Originalstoffe arbeiten sie für ihre Projekte auch als Regisseure. In den Jahren 2015 – 2018 entstanden die beiden ersten langen Kinofilme „Luis und die Aliens“ und „Die sagenhaften Vier“. Die Brüder Lauenstein entwickelten für beide Projekte die Idee, schrieben das Drehbuch und führten Regie.

## Filmografie
- 1980: Die Fremden
- 1984: Der Abstecher
- 1986: Pithecanthropus Erectus
- 1989: Balance
- 2006: The Fall (animierte Traumsequenz)
- 2018: Luis und die Aliens
- 2018: Die sagenhaften Vier
- 2021: People in Motion